# Bahnhof Calais-Fréthun
Calais-Fréthun ist ein Bahnhof auf dem Gebiet der Gemeinde Fréthun, rund sieben Kilometer von der französischen Stadt Calais entfernt.

## Anlage
Die Anlage besteht aus einem Betriebsbahnhof und einer Station für den Personenverkehr, an der sowohl TGV-, Eurostar- als auch gewöhnliche Personenzüge halten. Der Personenbahnhof befindet sich an der Schnellfahrstrecke LGV Nord, am Ausgang des Eurotunnels. Die Bahnsteige für den Hochgeschwindigkeits- und für den Regionalverkehr sind auf verschiedenen Ebenen angeordnet.
Der Betriebsbahnhof liegt direkt parallel zur Kehrschleife der Pendelzüge für die Autoverladung durch den Kanaltunnel an der Strecke nach Calais und der „klassischen“ Bahnstrecke nach Lille.
An dem Betriebsbahnhof findet die Sicherheitsinspektion der Züge vor der Einfahrt in den Tunnel statt und es werden die Zollformalitäten erledigt. Außerdem können hier Lokomotiven gewechselt werden.
Der Güterteil des Bahnhofs Calais-Fréthun findet sein Gegenstück auf der britischen Seite in dem Bahnhof Dollands Moor.

## Eurostar-Aussetzung
Seit März 2020 wird der Bahnhof Calais-Fréthun (ebenso wie die britischen Bahnhöfe Ashford und Ebbsfleet) nicht von den Eurostar-Zügen bedient. Hintergrund ist offenbar ein erhöhter Kostendruck aufgrund der durch den Brexit und die COVID-19-Pandemie gesunkenen Fahrgastzahlen. Der Abgeordnete des Wahlkreises Pas-de-Calais VII, Pierre-Henri Dumont (Les Républicains), hat sich bei Verkehrsminister Clément Beaune über die Aussetzung der Zughalte beschwert, diese schade der wirtschaftlichen Attraktivität von Calais. 2022 erwog der Betreiber eine Wiederaufnahme der Zughalte frühestens 2024, die drei Bahnhöfe wurden jedoch auch 2024 weiterhin nicht von Eurostar bedient.
Stand November 2024 war weiterhin keine Wiederaufnahme des Zughalts absehbar. Die Bürgermeisterin von Calais, Natacha Bouchart (Les Républicains), forderte die französische Regierung auf, dem Eurostar die Durchfahrt durch den Kanaltunnel zu verbieten, wenn kein Halt in Calais eingerichtet werde, und wies darauf hin, dass sich Eurostar zu 55 % im Besitz des staatlichen Bahnunternehmens SNCF befinde. Sie mutmaßte, dass man den durch zusätzliche Halte erhöhten Aufwand für die vorgezogenen Grenzkontrollen scheue.